# Allomyia gracillima
Allomyia gracillima là một loài Trichoptera trong họ Apataniidae. Chúng phân bố ở miền Cổ bắc.